# Libellago
Genre
Libellago est un genre d'insectes odonates (libellules) du sous-ordre des Zygoptera (demoiselles) de la famille des Chlorocyphidae.

## Répartition
Ce genre de demoiselle se rencontre en Asie,.

## Dénomination
Le genre Libellago a été décrit par l'entomologiste français Edmond de Sélys Longchamps en 1840.

## Description

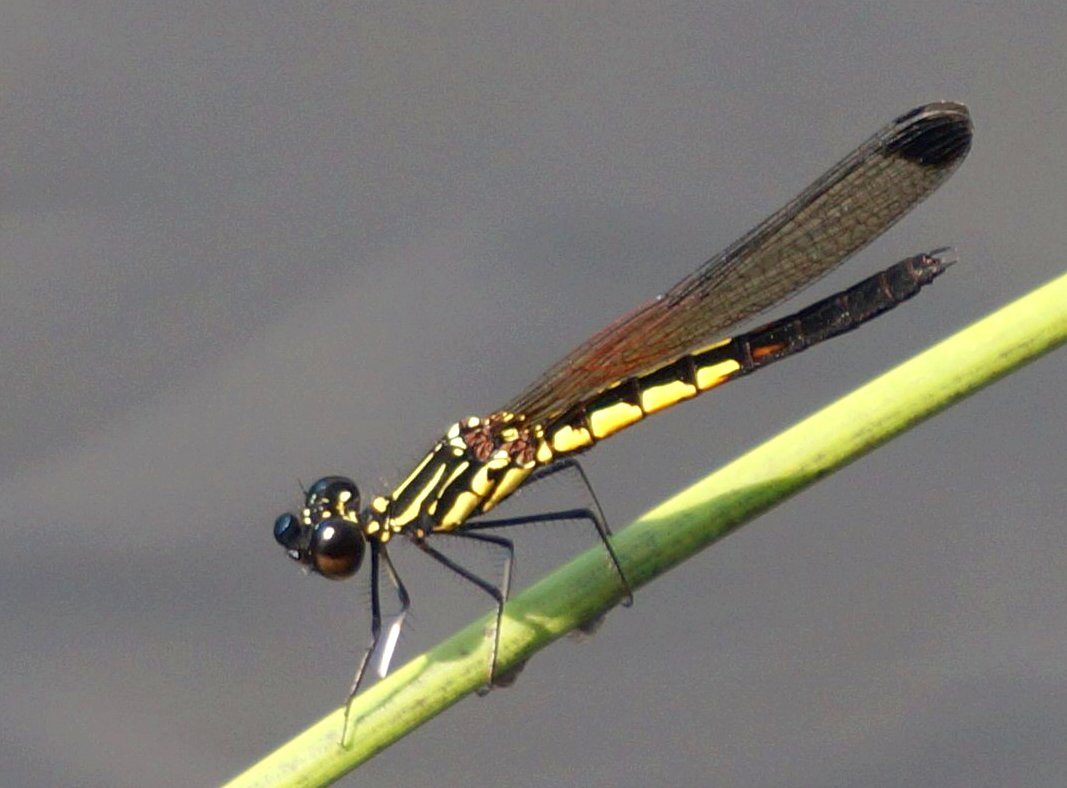
Libellago lineata ♂

Les demoiselles du genre Libellago rappellent certaines libellules.
Le front est très proéminent en forme de protubérance ou de corne retournée en arrière.
Les ailes sont très étroites et pétiolées à la base et présentent un parastigma oblong. Les cellules des ailes sont assez grandes et un grand nombre est pentagonal.
L'abdomen est court et déprimé.
Les pattes sont courtes.

## Publication originale
- Sélys Longchamps, E., de, 1840. Monographie des libellulidées d'Europe. Librairie Encyclopédique de Roret, Paris, 220 pages [200].

## Taxinomie
Liste des espèces,.
- Libellago adami Fraser, 1939[6]
- Libellago andamanensis (Fraser, 1924)[7]
- Libellago asclepiades (Ris, 1916)
- Libellago aurantiaca (Sélys, 1859)
- Libellago balus Hämäläinen, 2002[7]
- Libellago blanda (Hagen, 1853)[7]
- Libellago celebensis van Tol, 2007[8]
- Libellago corbeti van der Poorten, 2009[9]
- Libellago daviesi van Tol, 2007[8]
- Libellago dorsocyana Lieftinck, 1937
- Libellago finalis (Hagen, 1869)
- Libellago greeni (Laidlaw, 1924)
- Libellago hyalina (Sélys, 1859)
- Libellago indica (Fraser, 1928)
- Libellago lineata (Burmeister, 1839)
- Libellago manganitu van Tol, 2007[8]
- Libellago naias Lieftinck, 1932[1]
- Libellago orri Dow & Hämäläinen, 2008
- Libellago phaethon (Laidlaw, 1931)
- Libellago rufescens (Sélys, 1873)
- Libellago semiopaca (Sélys, 1873)
- Libellago stictica (Sélys, 1869)
- Libellago stigmatizans (Sélys, 1869)
- Libellago sumatrana (Albarda, 1879)
- Libellago xanthocyana (Sélys, 1869)